# Studierendenschaft
Unter Studierendenschaft oder Studentenschaft (eine Gemeinschaft von Studenten) versteht man im engeren Sinne die Gesamtheit aller eingeschriebenen Studenten einer Hochschule. Ist ein solcher Zusammenschluss durch Gesetz oder Hochschulverfassung geregelt, spricht man auch von einer verfassten Studierendenschaft oder verfassten Studentenschaft.
Verfasste Studierendenschaften sind in den meisten deutschen Bundesländern sowie in einigen Kantonen der Schweiz als öffentlich-rechtliche Teil- bzw. Gliedkörperschaften der jeweiligen Hochschule verankert. In den Bundesländern und Kantonen, in denen keine verfassten Körperschaften (mehr) bestehen, gibt es an den Hochschulen stattdessen häufig privatrechtlich organisierte freie oder unabhängige Studierendenschaften (siehe Regionale Besonderheiten). In Österreich gibt es mit der Österreichische Hochschülerinnen- und Hochschülerschaft sowie den Hochschülerschaften an den Universitäten vergleichbare Einrichtungen.
Umgangssprachlich wird der Ausdruck Studentenschaft zudem häufig in einem weiteren, allgemeineren Sinne für „die Studenten“ als soziales oder historisches Phänomen verstanden. Dieser umgangssprachliche oder soziologische Gebrauch von Studentenschaft kann auch über die einzelne Hochschule hinausreichen und sich beispielsweise auf die Gesamtheit der Studenten eines Landes beziehen. Für diese allgemeine (nicht-rechtliche) Bedeutung war bis in die erste Hälfte des 20. Jahrhunderts auch noch der Begriff Studententum gebräuchlich.

## Geschichte

### Vorgeschichte
Die Idee einer einheitlichen Organisation für alle Studenten wurde erstmals zu Beginn des 19. Jahrhunderts von der Urburschenschaft formuliert, die damit allerdings noch keine hochschulspezifischen Ziele verfolgte. Vielmehr sah sie in der Zusammenfassung der alten landsmannschaftlichen Vereinigungen eine Vorstufe für die erstrebte nationale Einheit Deutschlands. Der Gedanke wurde später von der Progressbewegung und der Freistudentenschaft aufgegriffen und mit neuen Zielen (Hochschulreform, Mitbestimmung, soziale Selbsthilfe) verknüpft. Auch die um 1900 zunächst auf freiwilliger Grundlage gebildeten Allgemeinen Studentenausschüsse (AStA) dokumentierten durch das Adjektiv allgemein, dass sie nicht mehr nur die Vertreter der Studentenverbindungen, sondern auch die immer zahlreicher werdenden Nichtkorporierten repräsentieren wollten. Nach vereinzelten Vorläufern (Tübingen 1821, Heidelberg 1885) kam es zu Beginn des 20. Jahrhunderts zu einer „Gründungswelle“, die 1919 in die Deutsche Studentenschaft als Dachverband der lokalen AStA mündete.

### Weimarer Republik und NS-Zeit
Verfasste Studentenschaften im öffentlich-rechtlichen Sinne wurden erstmals 1920 in Preußen unter der Ägide des späteren Kultusministers Carl Heinrich Becker eingeführt. Ein Jahr zuvor hatten sich die Studentenausschüsse der deutschen und österreichischen Hochschulen in Würzburg zur Deutschen Studentenschaft zusammengeschlossen und genau dies zu ihrer Hauptforderung erhoben. Die preußische Verordnung über die Bildung von Studentenschaften vom 18. September 1920, die von den anderen Ländern nahezu wortgleich übernommen wurde, übertrug den Studentenschaften neben der Pflege von Kultur und Sport sowie der Teilnahme an der akademischen Selbstverwaltung vor allem die soziale und wirtschaftliche Selbsthilfe. Der Dachverband, die Deutsche Studentenschaft, war indes ein nichtrechtsfähiger Verein des privaten Rechts.
Nachdem die studentische Selbsthilfe frühzeitig aus der eigentlichen studentischen Selbstverwaltung herausgelöst und auf rechtlich verselbständigte Hilfsvereine (die heutigen Studentenwerke) übertragen worden war, da die Studentenschaften nach der preußischen Verordnung selbst nicht rechtsfähig waren, lag der Schwerpunkt der studentischen Selbstverwaltung noch deutlicher als zuvor auf dem Gebiet der nationalpolitischen Erziehung. In der Folgezeit wurden die Studentenschaften zunehmend von nationalistischen, antisemitischen und republikfeindlichen Kräften dominiert. So nahm die Deutsche Studentenschaft nur arisch organisierte Gruppen an auslandsdeutschen Hochschulen in Österreich und der Tschechoslowakei als Mitglieder auf. Die preußische Regierung versuchte 1927 zwar, in ihrem Bereich die Lage zu bereinigen. Die Auseinandersetzung endete jedoch damit, dass C. H. Becker selbst die preußischen Studentenschaften auflöste. Dies konnte jedoch den Vormarsch insbesondere des NS-Studentenbundes nicht verhindern, der schließlich 1931 die Führung der Deutschen Studentenschaft übernahm. 1933 wurden die Studentenschaften reichsweit wieder eingeführt, dabei in typisch nationalsozialistischem Sinne festgelegt, beispielsweise auf den Gedanken des Rassenkampfes verpflichtet, und nach dem Führerprinzip organisiert.
Siehe auch: Geschichte der Studentenverbindungen

### Nachkriegszeit
Nach dem Zweiten Weltkrieg wurde die Deutsche Studentenschaft als NS-Organisation verboten. Gleichzeitig förderten die Alliierten – zumindest an den westdeutschen Hochschulen – den Wiederaufbau demokratisch organisierter Studentenschaften. Der studentischen Jugend sollte die Möglichkeit gegeben werden, sich im Sinne der demokratischen Neuordnung der Hochschulen zu engagieren und ihre Belange eigenverantwortlich zu regeln. Allerdings achteten die Besatzungsbehörden vor dem Hintergrund der Weimarer Erfahrungen darauf, dass die studentischen Organe nicht zum Spielball parteipolitischer Interessen wurden. Die Not der Nachkriegszeit zwang die meisten ASten ohnehin dazu, sich vorrangig der Lösung ganz handfester Alltagsprobleme wie der Beschaffung von Wohnraum, Kleidung, Heiz- oder Schreibmaterial zu widmen.
Die Rechtsform der Studentenschaften spielte dabei lange Zeit keine Rolle; man ging einfach von der gewohnheitsrechtlichen Weitergeltung der Weimarer Verordnungen aus und ließ die Studentenschaften samt Pflichtmitgliedschaft und Beitragsrecht unangetastet. Lediglich in Österreich wurden sie ab 1950 durch Bundesgesetz geregelt und nunmehr als Hochschülerschaften (seit 2005: Hochschülerinnen- und Hochschülerschaften) bezeichnet.

### Diskussion seit den 1960er Jahren
In Deutschland wurde diese Frage erst seit Beginn der 1960er Jahre wieder verstärkt diskutiert. Auslöser hierfür waren zum einen die sich zuspitzende Auseinandersetzung um allgemeinpolitische Aktivitäten der Studentenvertretungen (siehe unten), zum anderen aber vor allem die von den Studenten selbst erhobene Forderung nach paritätischer Mitbestimmung in den Hochschulorganen (Drittelparität). Denn – so wurde von einigen Bundesländern argumentiert – die unmittelbare Einbeziehung der Studenten in die Gremien der Hochschule mache eine gesonderte Zwangsorganisation für sie nunmehr überflüssig. Zwar wurde die generelle Drittelparität in den Hochschulgremien nach einer Klage von 398 Professoren und Dozenten (hauptsächlich der Georg-August-Universität Göttingen und der Technischen Universität Clausthal) gegen das Vorschaltgesetz für ein Niedersächsisches Gesamthochschulgesetz vom 26. Oktober 1971 durch Urteil des Bundesverfassungsgerichtes vom 29. Mai 1973 für verfassungswidrig erklärt. Die studentische Mitwirkung in den Hochschulgremien (Gruppenhochschule) wurde jedoch im Grundsatz beibehalten.
Im Hochschulrahmengesetz von 1976 wurde die verfasste Studentenschaft – als Ergebnis eines Bund-Länder-Kompromisses und anders als ursprünglich geplant – schließlich nur noch als Kann-Bestimmung aufgenommen. Dies ermöglichte es den unionsgeführten Landesregierungen von Bayern (1973) und Baden-Württemberg (1977) letztendlich, die verfassten Studentenschaften abzuschaffen. Dagegen wurden sie in Berlin, das sie bereits 1969 aufgehoben hatte, 1978 wieder eingeführt. Auch in den neuen Bundesländern wurden nach 1990 überall verfasste Studentenschaften eingeführt, in Sachsen-Anhalt seit 1994 allerdings mit einer Austrittsoption für die einzelnen Studenten.
Im Sommer 2002 versuchte die damalige rot-grüne Bundesregierung schließlich, verfasste Studentenschaften im Hochschulrahmengesetz verbindlich festzuschreiben. Diese Änderung wurde jedoch vom Bundesverfassungsgericht nach einer Klage mehrerer Bundesländer am 26. Januar 2005 verworfen, da der Bund mit dieser Regelung seine Rahmenkompetenz überschritten habe (AZ 2 BvF 1/03). Eine erneute inhaltliche Aussage zur Zulässigkeit verfasster Studierendenschaften traf das Gericht jedoch nicht, nachdem es bereits 2000 im Semesterticketurteil keine grundsätzlichen Zweifel daran geäußert hatte.

## Organe und überregionale Vertretungen
Mitglieder einer Studentenschaft sind alle eingeschriebenen Studenten einer Hochschule. Diese wählen in Deutschland in der Regel ein Studentenparlament, welches wiederum den Allgemeinen Studentenausschuss (AStA) als ausführendes Organ bestimmt. An kleineren Hochschulen wählen die Studenten den AStA zuweilen auch in direkter Wahl, ein Studentenparlament existiert dann meist nicht. Dieses Einheitssystem, bei dem der beschlussfassende und der ausführende Teil der Studierendenschaft in einem einzigen Organ zusammenfallen, liegt auch den Studentenräten vieler ostdeutscher Hochschulen zugrunde. Daneben gibt es – unter anderem in Bayern und an einigen Hochschulen der Schweiz – noch eine Reihe von abweichenden Bezeichnungen für die studentischen Organe (siehe auch Regionale Besonderheiten). Die Studierendenschaften sprechen hier zwar bisweilen von einer Legislative und einer Exekutive, als Selbstverwaltungsorgan sind sie jedoch stets Teil der Exekutive, da sie analog zur kommunalen Selbstverwaltung nur Beschlüsse, Satzungen und Ordnungen innerhalb ihres Wirkungskreis beschließen können, jedoch keine Gesetze.
Auf Fachbereichs- oder Studiengangebene gliedern sich die Studentenschaften häufig in Fachschaften, die zur Wahrnehmung der fachspezifischen Belange zumeist eigene Vertretungen, die Fachschaftsräte, wählen. Daneben existieren zum Teil mit Fachschaftsvollversammlungen eigene Kontroll- und Wahlstrukturen.
Einheitliche landes- oder bundesweite Zusammenschlüsse von Studentenschaften sind in Deutschland und der Schweiz – anders als in Österreich – nicht oder nur teilweise gesetzlich geregelt, sie existieren daher in der Regel auf freiwilliger Basis. Lediglich in Baden-Württemberg, Mecklenburg-Vorpommern, Sachsen und Thüringen sind Vertretungen auf Landesebene gesetzlich vorgesehen. Ferner bestehen in Rheinland-Pfalz und Sachsen-Anhalt Kann-Regelungen zur Bildung eines Zusammenschlusses auf Landesebene.
In Deutschland besteht der freie zusammenschluss von studentInnenschaften (fzs) seit 1993 als bundesweite Vertretung verfasster und nicht verfasster Studentenschaften. Ihm gehören jedoch nur ein Teil der deutschen Hochschulen an. In der Schweiz fungiert der 1920 gegründete Verband der Schweizer Studierendenschaften (VSS) als nationale Dachverband, bei dem allerdings ebenfalls nicht alle Studierendenschaften Mitglied sind.

## Aufgaben der verfassten Studierendenschaft
Die Gremien und Organe der verfassten Studierendenschaft vertreten die Interessen der in ihr organisierten Studierenden gegenüber der Hochschule, der Hochschulleitung und der Öffentlichkeit.
Die Form, in der die VS dies tut, ist zum einen vom Bundesland, zum zweiten aber auch von Hochschule zu Hochschule unterschiedlich geregelt.
Die Organe und Gremien der VS fassen auf den unterschiedlichen Ebenen, auf denen sie aktiv sind (Hochschule, Institute, Fachbereiche, Fakultäten, Land, Bund usw.), Beschlüsse und setzen diese um. Dies geht von der studentischen Beteiligung an Professoren-Berufungen über die Verwaltung von Sozialbeiträgen, Semestertickets und kulturellen Veranstaltungen bis hin zur hochschulpolitischen und politischen Vertretung der Studierenden.
Das Allgemeinpolitische Mandat insbesondere der ASten und Studierendenparlamente ist unter Konservativen umstritten. Die Junge Union und Teile des RCDS sprechen sich gegen die demokratisch legitimierte Beteiligung der Studierenden aus. Dennoch ist in den meisten Bundesländern, in denen die verfasste Studierendenschaft zusätzlich zur verfassten Gruppenuniversität besteht, auch ein politischer Bildungsauftrag in der Satzung der Verfassten Studierendenschaft festgeschrieben. Auch wenn die Geschichte der VS weiter zurückreicht, hat dieser politische Bildungsauftrag der VS seinen Ursprung erst in der Nachkriegszeit, als die Alliierten Besatzungsmächte die verfasste Studierendenschaft als „Schule der Demokratie“ an den Hochschulen wieder einführten.
Die verfasste Studierendenschaft nimmt außerdem die Vertretung der fachlichen, sozialen, wirtschaftlichen und kulturellen Interessen ihrer Mitglieder wahr. Neben der meinungsbildenden und ausführenden Funktion haben sich an den meisten Hochschulen Dienstleistungen der VS wie Semestertickets, Rechtsberatung, BAföG-Beratung, Darlehen und die gemeinschaftliche Anschaffung von Studienbedarf (Schreibwaren, Kittel, Präparierbestecke, Skripte) etabliert. An großen Universitäten, an denen die ASten mit entsprechendem Haushaltsvolumen ausgestattet sind, erhalten AStA-Referenten und andere Studierendenvertreter (StuPa-Präsidenten usw.) oft eine Aufwandsentschädigung, die sich meist am Bafög-Höchstsatz orientiert. Insbesondere an kleinen Universitäten und Fachhochschulen steht in der Regel keine Finanzierung für Studierendenvertreter zur Verfügung, ebenso trifft dies für die Studierendenvertretung in Bayern zu. Diese erfüllen ihre Aufgaben ebenfalls ehrenamtlich, aber i. d. R. ohne Aufwandsentschädigung.

### Fehlende Selbstverwaltungsaufgaben
Der Begriff studentische Selbstverwaltung wird zwar heute zumeist synonym gebraucht für die Verfasste Studierendenschaft und ihre Organe. Ursprünglich bezeichnete er jedoch – in Abgrenzung zur Mitverwaltung (d. h. Teilnahme an der akademischen Selbstverwaltung) und Interessenvertretung – nur einen bestimmten Aufgabenbereich der Studierendenschaft. Als Selbstverwaltungsaufgaben galten bei der Errichtung Verfasster Studierendenschaften in den 1920er Jahren vor allem:
- die wirtschaftliche und soziale Selbsthilfe der Studierenden (die heute im Wesentlichen von den Studentenwerken getragen wird)
- die studentische Krankenversorgung (anders als heute waren Studierende damals nicht gesetzlich versichert)
- die Pflege des freiwilligen Hochschulsports (wofür die meisten Hochschulen heute eigene Einrichtungen unterhalten)
- die Förderung der musisch-kulturellen Interessen der Studierenden.

Nach 1945 widmeten sich viele Studierendenschaften zudem verstärkt dem Aufbau internationaler Austauschbeziehungen, bevor auch diese Aufgabe zunehmend von den hochschuleigenen Auslandsämtern übernommen wurde.
Zugleich waren diese Selbstverwaltungsaufgaben, insbesondere die wirtschaftliche und soziale Selbsthilfe, seinerzeit ein wesentliches Argument dafür, den Studierendenschaften überhaupt einen öffentlich-rechtlichen Status, verbunden mit dem Recht zur Beitragserhebung, zu verleihen. Angesichts der Tatsache, dass die meisten dieser Aufgaben heute aber ebenfalls von anderen Institutionen wahrgenommen werden, wird von Kritikern, vor allem in der juristischen Literatur, seit längerem bezweifelt, dass die verfasste Studierendenschaft als öffentlich-rechtlicher Pflichtverband überhaupt noch gerechtfertigt und mit dem Grundgesetz vereinbar sei. Diese Zweifel hat das Bundesverfassungsgericht jedoch bislang – zuletzt im Jahr 2000 – zurückgewiesen und dem Gesetzgeber ausdrücklich einen Ermessenspielraum in dieser Frage zugestanden.

### Geringe Einbindung in die akademische Selbstverwaltung
Anders als etwa in Österreich oder der Schweiz sind die studentischen Organe nicht (mehr) unmittelbar an der akademischen Selbstverwaltung beteiligt. Stattdessen werden die studentischen Vertreter (in die Senate und Fakultäts- bzw. Fachbereichsräte) in getrennten Wahlgängen ermittelt und agieren daher oft weitgehend isoliert. Ohnehin sind Studenten in diesen Gremien nur mit 16 % bis 25 % der Sitze und Stimmen vertreten; die Professoren verfügen hingegen über die absolute Mehrheit.
Dadurch haben viele Studenten das Gefühl, nur geringen oder gar keinen Einfluss auf die Hochschulpolitik vor Ort zu besitzen. Bei der laufenden Umorganisation vieler Hochschulen geht zudem eine Tendenz dahin, die Kompetenzen dieser Gremien zu beschneiden und auf Gremien zu verlagern, die ohne jede studentische Beteiligung Entscheidungen treffen (z. B. Hochschulräte).

### Geringe Beteiligung der Studenten
Die Wahlbeteiligung sowohl zu den Studentenparlamenten als auch zu den Hochschulgremien ist daher oft gering und liegt meist nur bei 10 bis 20 Prozent. Dies ist zum Teil auf die fehlenden Kompetenzen und die daraus folgende geringe Bedeutung der Wahl, zum Teil aber auch auf Politikmüdigkeit und mangelnde Information der Studenten zurückzuführen.
Den Studentenvertretungen wird daher oft mangelnde Legitimation vorgeworfen. Sie würden nicht die Mehrheit der Studenten vertreten, sondern nur einen kleinen Teil. Dies wird oft zur Begründung weiter Kompetenzbeschränkungen herangezogen (siehe Beispiel Hessen).

### Mitgliedsbeiträge und Haushaltsführung
Kritik richtet sich oft gegen die zwangsweise Erhebung von Mitgliedsbeiträgen und die Verwaltung der Mittel. Angesichts niedriger Wahlbeteiligungen gibt es häufig auch Befürchtungen, kleine, aber gut organisierte Gruppen könnten Einzug in die Studentenvertretung halten und sich an den Beiträgen der Studenten bereichern.
In der Regel unterliegt die Haushaltsführung der Studentenvertretung mehrfacher Kontrolle: zum einen durch interne Kontrollgremien der Studentenschaft, zum anderen durch die Hochschule und durch die Landesrechnungshöfe. Angebliche Skandale um rechtswidrigen Umgang mit den Mitteln der Studentenvertretung durch Asten bezogen sich in der Vergangenheit auch eher auf Misswirtschaft im Zusammenhang mit selbst getragenen Betrieben als auf die Umleitung von Geldern in „Schwarze Kassen“ oder ähnliches. Allerdings wird von verschiedenen Seiten kritisiert, dass die Asten ihre Mittel einseitig einsetzen.

### Allgemeinpolitisches Mandat
Die Wahrnehmung allgemeinpolitischer Interessen durch die Studentenschaften ist seit langem umstritten.
Oft kritisiert werden Äußerungen von Studentenvertretungen zu allgemeinpolitischen Themen. Insbesondere konservative Gruppen werfen „linken“ ASten vor, sie würden die Ressourcen der Studentenschaft für allgemeinpolitische Arbeit missbrauchen. Auch konservative Studentenvertretungen äußern sich jedoch manchmal zu allgemeinpolitischen Themen.
Als Begründung für ein Verbot, sich allgemeinpolitisch zu äußern, werden die Zwangsmitgliedschaft und die negative Meinungsfreiheit der Mitglieder vorgebracht. In mehreren Fällen wurden Asten gerichtlich dazu verurteilt, allgemeinpolitische Äußerungen zu unterlassen.
Das Hochschulgesetz des Landes Nordrhein-Westfalen stellt klar, dass Studierendenschaften in von ihnen verwendeten Medien (z. B. Online-Foren auf eigenen Internetseiten) auch allgemeinpolitische Äußerungen zulassen dürfen, jedoch nur, wenn diese von den Verlautbarungen der Studierendenschaft als solcher deutlich abgegrenzt werden.
Siehe auch: Allgemeinpolitisches Mandat

## Regionale Besonderheiten

### Baden-Württemberg
In Baden-Württemberg gab es zwischen 1977 und 2012 keine verfassten Studentenschaften. Nach dem damals geltenden Hochschulgesetz bildeten die studentischen Vertreter im Hochschulsenat, deren Stellvertreter und weitere Studierendenvertreter ein Hochschulorgan, das als „AStA“ bezeichnet wurde. Hierbei handelte es sich aber nicht um ein Gremium der verfassten Studierendenschaft, er hatte daher auch keine Satzungsautonomie und keine Finanzhoheit. Sowohl über die Geschäftsordnung des AStA als auch über dessen Budget, das aus dem allgemeinen Hochschulhaushalt gespeist wurde, entschied der Senat mit professoraler Mehrheit. Laut damaligem Hochschulgesetz war dieser „AStA“ ausschließlich für „fakultätsübergreifende Studienangelegenheiten“ sowie für die „Förderung der sozialen, geistigen, musischen und sportlichen Belange der Studierenden“ zuständig. Aufgrund dieser Rechtslage gab es an mehreren Hochschulen in Baden-Württemberg neben dem offiziellen AStA sogenannte Unabhängige Studierendenschaften mit eigenen Gremien.
Nach dem Wahlsieg der grün-roten Koalition 2011 wurden ein Jahr später die Verfassten Studierendenschaften im Hochschulgesetz erneut verankert.

### Bayern
In Bayern wurden die verfassten Studierendenschaften bereits 1973 abgeschafft. Studierendenparlament und AStA wurden durch im Bayerischen Hochschulgesetz (BayHSchG) verankertes System aus Studierendenvertretern ersetzt. Da diese Gremien jedoch keine öffentlich-rechtliche Teilkörperschaft mehr repräsentieren, besitzen auch sie deutlich weniger Kompetenzen, vor allem keine Satzungs- und Beitragshoheit mehr.
Im Bayerischen Hochschulgesetz (Art. 52 BayHSchG) ist die Studierendenvertretung an den Bayerischen Hochschulen geregelt. Auch ohne verfasste Studierendenschaft wirken die in der jährlichen Hochschulwahl gewählten Studierendenvertreter in den Hochschulorganen mit. Im ersten Schritt werden die Vertreter der Studierenden einer Fakultät gewählt, diese bilden die Fachschaftsvertretung und haben zwei oder vier Sitze im Fakultätsrat. Die ersten beiden gewählten Vertreter der Fachschaftsvertretung jeder Fakultät der Hochschule bilden gemeinsam den „Fachschaftenrat“.
Analog zum Studierendenparlament (StuPa), gibt es in Bayern den Studentischen Konvent, welcher zur einen Hälfte aus dem Fachschaftenrat besteht und zur anderen Hälfte aus genauso vielen direkt gewählten Kandidaten, welche sich regulär über Vereinigungen („Listen“) zur Wahl stellen lassen können. Die Mandatsträger des Konvents wählen anschließend vier Mitglieder in einen Sprecherrat, welcher aus sechs Personen besteht und die Funktion des AStA erfüllt. Die zwei gewählten studentischen Vertreter im Akademischen Senat sind ebenfalls automatisch Mitglied im Studentischen Konvent und im Sprecherrat.
Als der Folge der Experimentierklausel (Art. 106 BayHSchG) konnten in Bayern Unabhängige Studierendenschaften entstehen, die die bisherige Arbeit in einem Parallelmodell zu den gesetzlichen Strukturen weiterführten. Zusammensetzung und Bezeichnung der Organe variieren daher von Hochschule zu Hochschule beträchtlich.
Beispiele:
- FAU Erlangen-Nürnberg
- Ludwig-Maximilians-Universität München
- Technische Universität München
- Universität Regensburg
- Hochschule Rosenheim

### Hessen
In Hessen wurden ab 2006 durch die CDU-Regierung massive Einschnitte in die Rechte der Studierendenschaften vorgenommen. So darf ein Großteil der beschlossenen Semesterbeiträge nicht erhoben werden, wenn die Wahlbeteiligung bei den Wahlen zum Studierendenparlament unterhalb der 25-%-Hürde bleibt. Das neue Hessische Hochschulgesetz vom 14. Dezember 2009 ermöglicht der Studierendenschaft in § 76 nun die Abschaffung der 25-%-Hürde durch eine Satzungsänderung. Gleichzeitig wird der AStA nicht mehr als Organ der Verfassten Studierendenschaft erwähnt und ermöglicht in § 78 dadurch eine theoretische Abschaffung, aber auch eine Umbenennung des AStA an der jeweiligen Hochschule.

### Neue Bundesländer
In den neuen Bundesländern ist die verfasste Studentenschaft gesetzlich verankert; in Sachsen-Anhalt gibt es ein formelles Austrittsrecht, das von den Studierenden der einzelnen Hochschulen unterschiedlich stark genutzt wird. Das Austrittsrecht in Sachsen wurde 2021 aufgehoben.
Allerdings haben viele ostdeutsche Studentenschaften an Stelle von AStA und Studierendenparlament einen Studierendenrat (StuRa), der die Funktionen beider Organe faktisch auf sich vereint. Entstanden im Zuge der Wende in der DDR als Alternative zur früheren Staatsjugend FDJ, unterscheiden sich viele Studentenräte von ihren westdeutschen Pendants zum einen bis heute durch ein abweichendes Wahlsystem sowie zum anderen durch ein daraus resultierendes, besonderes Politik- und Aufgabenverständnis (mehr dazu im Artikel Studentenrat).

### Schweiz
An den meisten schweizerischen Universitäten (Basel, Bern, Freiburg, Luzern, Neuenburg, St. Gallen, Zürich sowie ETH Lausanne) sind die Studentenschaften durch die jeweiligen Hochschulgesetze ebenfalls als öffentlich-rechtliche Körperschaften mit automatischer Mitgliedschaft ab Immatrikulation organisiert. Allerdings geriet die „Zwangsmitgliedschaft“ seit den 1970er Jahren in die Kritik und wurde daher in vielen Fällen durch ein individuelles Austrittsrecht gelockert.
An den Universitäten Genf und Lausanne sind die örtlichen Studentenvertretungen hingegen nach französischem Vorbild als Dachverband mehrerer Vereine und Initiativen organisiert. An der ETH Zürich nimmt traditionell ein privatrechtlicher Verein (VSETH, seit 1862) die Interessen der Studierenden wahr.
Überregional arbeiten die örtlichen Studentenschaften im Verband der Schweizer Studierendenschaften zusammen.